# Йоанис Захос
Йоанис Захос (на гръцки: Ιωάννης Ζάχος) е гръцки лекар и политик от началото на XX век.

## Биография
Захос е роден в 1867 година в населишкото село Либохово, тогава в Османската империя, днес в Гърция. Учи медицина в Атинския университет. Установява се в Хрупища, където работи като лекар. През 1920 година заедно с тъст си Михаил Типадис основава първата частна клиника в района. Избиран е за кмет на града. В 1926 година е избран за депутат от Лерин - Костур от Либералната партия на Елевтериос Венизелос заедно с Димитриос Киру, Йоанис Валалас и Александрос Орологопулос.
Умира в 1964 година.